# Pinfari
Pinfari était un constructeur de montagnes russes basé à Mantoue, en Italie. Cette société a été fondée dans les années 1920 par Fratelli Pinfari qui construisait à l'époque des autos tamponneuses. Ils ont créé leurs premières montagnes russes dans les années 1950, le Zyklon. Il est connu pour ses modèles compacts (versions fixes et transportables).
La société a été liquidée le 15 juillet 2004 à la suite de la crise économique qui a suivi les attentats du 11 septembre 2001.

## Modèles
- Big Apple MB28
- Circus Clown
- FC 80
- Mini Mega Coaster (MM29)
- Queen Bee (AR28)
- RC40
- Super Dragon MD31
- Super Train ST40
- TL59
- XP56
- Z40
- Z47
- ZL42

## Réalisations
| Nom de l’attraction             | Année d'ouverture | Type                                   | Nom du parc                     | Pays           |
| ------------------------------- | ----------------- | -------------------------------------- | ------------------------------- | -------------- |
| Bat Coaster                     | 30 mars 2002      | Montagnes russes inversées             | Nigloland                       | France         |
| Beastie                         | 1983              | Montagnes russes en métal junior       | Alton Towers                    | Royaume-Uni    |
| Big Apple                       | 2003              | Montagnes russes en métal junior       | Pleasure Beach, Blackpool       | Royaume-Uni    |
| Big Apple                       |                   | Montagnes russes en métal junior       | Astroland                       | États-Unis     |
| Big Apple                       | 1982              | Montagnes russes en métal junior       | Southport Pleasureland          | Royaume-Uni    |
| Big Apple                       | 1987              | Montagnes russes en métal junior       | Bottons Pleasure Beach          | Royaume-Uni    |
| Caterpillar                     | 2003              | Montagnes russes en métal junior       | Lightwater Valley               | Royaume-Uni    |
| Chenille (La)                   | 1997              | Montagnes russes en métal junior       | Nigloland                       | France         |
| Clown Coaster                   | 1997              | Montagnes russes en métal junior       | Oakwood Theme Park              | Pays de Galles |
| Dragen                          |                   | Montagnes russes en métal junior       | Tivoli Friheden                 | Danemark       |
| Family Coaster                  |                   | Montagnes russes en métal junior       | Parc Saint-Paul                 | France         |
| Family Coaster                  | 2007              | Montagnes russes en métal junior       | Walygator Parc                  | France         |
| Grizzly Bear                    | 3 avril 2004      | Montagnes russes en métal junior       | Lightwater Valley               | Royaume-Uni    |
| Imorinth                        | 1998              | Montagnes russes en métal junior       | Central Park                    | Japon          |
| Jubilé                          | 1995              | Montagnes russes en métal              | Meli Park                       | Belgique       |
| Karlo's Taxi                    |                   | Montagnes russes en métal junior       | Djurs Sommerland                | Danemark       |
| Klondike Gold Mine              | 1984              | Steel Looper                           | Drayton Manor                   | Royaume-Uni    |
| Looping Star                    | 2001              | Steel Looper                           | Beech Bend Park                 | États-Unis     |
| Mighty Mini Mega                | 2003              | Montagnes russes assises               | Adventure Island                | Angleterre     |
| Miniera d'Oro                   |                   | Montagnes russes en métal junior       | Fiabilandia                     | Italie         |
| Montagnes du Grand Canyon (Les) |                   | Montagnes russes en métal              | OK Corral                       | France         |
| Morgan's Circus Clown Coaster   | 1995              | Montagnes russes en métal junior       | Pleasure Beach, Blackpool       | Royaume-Uni    |
| Ortobruco Tour                  |                   | Montagnes russes en métal junior       | Gardaland                       | Italie         |
| Queen Bee                       | 2002              | Montagnes russes à véhicules suspendus | Bottons Pleasure Beach          | Royaume-Uni    |
| RC-48                           | 2000              | Montagnes russes en métal              | Morey's Piers                   | États-Unis     |
| Rollies Coaster                 | 1999              | Montagnes russes en métal              | Morey's Piers                   | États-Unis     |
| Rutschebanen                    | 1986              | Montagnes russes en métal Looper       | Tivoli Friheden                 | Danemark       |
| Shockwave Looper                |                   | Montagnes russes en métal              | Brean Leisure Park              | Royaume-Uni    |
| Storm                           | 1989              | Montagnes russes en métal              | Bottons Pleasure Beach          | Royaume-Uni    |
| Strawberry Junior Coaster       | 2003              | Montagnes russes en métal junior       | Fantasy Island                  | Royaume-Uni    |
| Super 8 Bahn                    | 1997              | Montagnes russes en métal              | Prater de Vienne                | Autriche       |
| Super Dragon Coaster            | 1984              | Montagnes russes en métal junior       | Drayton Manor                   | Royaume-Uni    |
| Thunder Mountain                | 1991              | Montagnes russes en métal en intérieur | Flamingo Land                   | Royaume-Uni    |
| Valle degli Gnomi               |                   | Montagnes russes en métal junior       | Fiabilandia                     | Italie         |
| Wacky Worm                      | 3 avril 1993      | Montagnes russes en métal junior       | Worlds of Fun                   | États-Unis     |
| Wildcat                         | 1978              | Montagnes russes en métal              | Pleasureland Southport          | Royaume-Uni    |
| X Speed                         | Avril 2003        | Montagnes russes E-Powered             | CanevaWorld Resort              | Italie         |
| Zyklon                          | 1987              | Montagnes russes en métal              | DelGrosso's Amusement Park (en) | États-Unis     |